# Declaración Universal de la Unesco sobre la Diversidad Cultural

Bandera de la UNESCO

La Declaración Universal de la UNESCO sobre la Diversidad Cultural es un documento de la UNESCO adoptado por la Conferencia General de la UNESCO el 2 de noviembre de 2001. La Declaración, reafirmando los derechos humanos y libertades fundamentales de la Declaración Universal de Derechos Humanos, y afirmando que el respeto de la diversidad de las culturas, la tolerancia, el diálogo y la cooperación, en un clima de confianza y de entendimiento mutuos, son uno de los mejores garantes de la paz y la seguridad internacionales, aspira a “una mayor solidaridad fundada en el reconocimiento de la diversidad cultural, en la conciencia de la unidad del género humano y en el desarrollo de los intercambios interculturales”.
La Declaración contiene cuatro partes
- La primera trata de la identidad, diversidad y pluralismo, que proclama en su artículo 1 que la diversidad cultural es patrimonio de la humanidad. Allí se establece una analogía entre la cultura y la naturaleza: “Fuente de intercambios, de innovación y de creatividad, la diversidad cultural es tan necesaria para el género humano como la diversidad biológica para los organismos vivos. En este sentido, constituye el patrimonio común de la humanidad y debe ser reconocida y consolidada en beneficio de las generaciones presentes y futuras.”[2] También se considera que la diversidad cultural es una de las fuentes del desarrollo, entendido no solamente en términos de crecimiento económico, sino también como medio de acceso a una existencia intelectual, afectiva, moral y espiritual satisfactoria.[3]
- La segunda parte se ocupa de la relación entre diversidad cultural y derechos humanos, considerando a los derechos humanos como garantes de la diversidad cultural: “La defensa de la diversidad cultural es un imperativo ético, inseparable del respeto de la dignidad de la persona humana. Ella supone el compromiso de respetar los derechos humanos y las libertades fundamentales, en particular los derechos de las personas que pertenecen a minorías y los de los pueblos indígenas”. Y a ello agrega que “Nadie puede invocar la diversidad cultural para vulnerar los derechos humanos garantizados por el derecho internacional, ni para limitar su alcance”.[4]
- La diversidad cultural y creatividad es el tema de la tercera parte, entendiendo que toda creación tiene sus orígenes en las tradiciones culturales, y a la vez se desarrolla plenamente en contacto con otras culturas.
- La cuarta parte sobre la diversidad cultural y solidaridad internacional invita a reforzar las capacidades de creación y de difusión a escala mundial

Esta Declaración fue seguida por la Convención sobre la Protección y Promoción de la Diversidad de las Expresiones Culturales de la UNESCO que fue adoptada el 20 de octubre de 2005.

## Enlaces
- Declaración Universal de la UNESCO sobre la Diversidad Cultural
- Listado de documentos relevantes sobre desarrollo cultural compilado por la UNESCO
- Sitio Web de la UNESCO